# Leptura shirarakensis
Leptura shirarakensis är en skalbaggsart som beskrevs av Matsumura 1911. Leptura shirarakensis ingår i släktet Leptura och familjen långhorningar. Inga underarter finns listade i Catalogue of Life.